# Sepno (powiat obornicki)
Sepno – wieś w Polsce położona w województwie wielkopolskim, w powiecie obornickim, w gminie Oborniki.

## Nazwa
Wieś pierwotnie związana była z Wielkopolską. Ma metrykę średniowieczną i istnieje od pierwszej połowy XV wieku. Wymieniona została w łacińskim dokumencie z 1426 jako "Sepyno", a w 1428 "Schypino". Miejscowość miała więc kiedyś inną nazwę "Sepino". W 1889 występuje w źródłach pod dwiema nazwami „Sepno alias Sępno”.
W przekazach historycznych była ona też odnotowywana po łacinie jako "hereditas" (pol. dziedzina), a więc początkowo prawdopodobnie nie była wsią, a jedynie osadą co uwiarygadnia również brak odnoszących się do niej historycznych rejestrów poborowych dotyczących podatków.
Wykaz urzędowych nazw miejscowości w Polsce podaje nazwę Sepno.

## Historia
Tereny, na których powstała miejscowość były jednak zasiedlone znacznie wcześniej. W okolicy, na wzniesieniu, na południe od wsi znaleziono liczne fragmenty naczyń z X-XI wieku.
W średniowieczu miejscowość była osadą szlachecką należącą do lokalnej szlachty wielkopolskiej. W XV wieku leżała w powiecie poznańskim Korony Królestwa Polskiego.
Według pierwszego zapisu sądowego z 1426 Jan z Zielątkowa toczył proces ze swoimi siostrami Anną z Soboty oraz Jutką z Kierzkowa o majątki Nieczajna, Sepno i Rokitnicę. W 1428 odstąpił je siostrom, a arbitrzy pogodzili ich w sprawie o posagi oraz o granice na łąkach i błotach, jako że zmarły Maszek , prawdopodobnie kmieć] z Zielątkowa kosił łąki pomiędzy dziedzinami Nieczajna, Sepno i Rokitnica.
Miejscowość była później notowana jako folwark o nazwie Sepno należący do Nieczajny i w tym charakterze pojawiła się po raz pierwszy w 1733. Potem częściej notowano ją jako osobną wieś. Wskutek II rozbioru Polski w 1793, miejscowość przeszła pod władanie Prus i jak cała Wielkopolska znalazła się w zaborze pruskim.
W 1889 występuje jako folwark Nieczajny „Sepno alias Sępno”. Na mapach Perthéesa i Gilly’ego folwark Sepno zaznaczony jest ok. 1,5 kilometra na wschód od Żydowa, 3,5 km na południowy wschód od Nieczajny. W 1948 zarejestrowano w tym miejscu grupę zabudowań pod nazwą Sępno.
W latach 1975–1998 miejscowość administracyjnie należała do województwa poznańskiego.